# Geogamasus flagellatus
Geogamasus flagellatus är en spindeldjursart som beskrevs av Wolfgang Karg 1976. Geogamasus flagellatus ingår i släktet Geogamasus och familjen Ologamasidae. Inga underarter finns listade i Catalogue of Life.